# Président des États confédérés d'Amérique
Le président des États confédérés d'Amérique était le chef de l'État des éphémères États confédérés d'Amérique, qui firent sécession des États-Unis, causant la guerre civile américaine. L'unique titulaire de ce poste fut Jefferson Davis, du 18 février 1861 au 10 mai 1865 ; son vice-président fut Alexander Stephens.

## Mandat
Selon la Constitution des États confédérés, le mandat du président était plus long que celui du président des États-Unis, car si le président des États-Unis est élu pour 4 ans, celui des États confédérés l'était pour 6.
Le président devait être:
- élu par un collège électoral de chaque État de la Confédération. Chaque État avait autant d'électeur qu'il avait de membres au Congrès confédéré (sénateurs et représentants),
- élu conjointement avec un vice-président qui ne devait pas provenir du même État,
- soit un citoyen « né sur le sol de la Confédération ou né aux États-Unis avant le 20 décembre 1860 et avoir vécu quatorze années dans les limites de la Confédération telles que définies lors de son élection. »
- âgé d'au moins trente-cinq ans.

## Pouvoirs
Le président de la Confédération avait la plupart des pouvoirs du président des États-Unis. Bien qu'il ne puisse proposer de lois, il avait la charge de nommer les membres de la Cour suprême des États confédérés, les ambassadeurs, les membres du cabinet et tous les autres membres de l'exécutif devant être approuvé par le Sénat.
Il était également commandant en chef de l'Armée des États confédérés et détenait un droit de veto en matière législative.
Le président pouvait être démis de ses fonctions par le Congrès pour « trahison, corruption ou autres hauts crimes et délits. »

## Sources
- (en) Cet article est partiellement ou en totalité issu de l’article de Wikipédia en anglais intitulé « President of the Confederate States of America » (voir la liste des auteurs).
- (en) The Papers of Jefferson Davis